# Wessex (famiglia)
Il Casato dei Wessex, anche conosciuto come "Casato di Cerdic" o "Casa Reale Sassone", fu la famiglia che governò il Regno del Wessex a sud-ovest dell'Inghilterra.
Questa casata fu al potere a partire dal VI secolo con Cerdic del Wessex fino all'annessione al regno d'Inghilterra, dopo l'unificazione il casato governerà tutta l'Inghilterra, dall'871 con Alfredo il Grande al 1016 con Edmondo II d'Inghilterra. Questo periodo della monarchia britannica è conosciuto come il periodo sassone, nonostante il loro governo venne spesso ridimensionato con l'invasione vichinga a Danelaw e poi con la conquista dell'Inghilterra da parte di Sweyn I di Danimarca, durante il regno di Etelredo II d'Inghilterra. Sweyn ed i suoi successori l'hanno governata fino al 1042.
Dopo Canuto II d'Inghilterra, ci fu un breve ripristino dei sassoni fra il 1042 e il 1066 sotto Edoardo III il Confessore e Aroldo II d'Inghilterra. Dopo la battaglia di Hastings, una tappa decisiva nella storia britannica, Guglielmo I d'Inghilterra divenne re d'Inghilterra e gli anglosassoni tentano di ristabilire il loro originario potere con Edgardo Atheling, un nipote di Edmondo II, che cercò anche di arrivare al trono tramite la Scozia, approfittando del matrimonio della nipote Matilda di Scozia (discendente da parte di madre dei Wessex) con Enrico I d'Inghilterra figlio di Guglielmo ma, ormai vecchio, fallì e morì poco dopo (1126), fu quindi l'ultimo appartenente al casato dei Wessex.

## Genealogia
```
Egberto del Wessex
 (770-839)
= Redburga
│
└── 
Etelvulfo del Wessex
 (795-858)
    = 
Osburga

    │
    ├── 
Etelbaldo del Wessex
 (831-860)
    │   = 
Giuditta di Francia

    │
    ├── 
Etelberto del Wessex
 (835-865)
    │
    ├── 
Etelredo del Wessex
 (837-871)
    │   = Wulfrida
    │   │
    │   ├── 
Aethelwald

    │   │
    │   └── Aethelhelm
    │
    └── 
Alfredo il Grande
 (849-899)
        = Ealhswith
        │
        ├── 
Ethelfleda
 (872-918)
        │   = 
Earl Aethelred di Mercia

        │
        ├── 
Edoardo il Vecchio
 (871-924)
        │   = 
Ecgwynn

        │   │
        │   ├── 
Atelstano d'Inghilterra
 (895-939)
        │   │
        │   └── ?
        │       = 
Sigtrygg

        │
        │   = 
Elfleda

        │   │
        │   ├── 
Ethelweard
 (904-924)
        │   │
        │   ├── 
Edwin
 (?-933)
        │   │
        │   ├── 
Eadgifu
 (902-955)
        │   │   = 
Carlo III di Francia

        │   │
        │   ├── Eadilda
        │   │   = 
Ugo il Grande

        │   │
        │   ├── 
Eadgyth

        │   │   = 
Ottone I di Sassonia

        │   │
        │   ├── Ælfgifu
        │   │
        │   ├── Eadflæd
        │   │
        │   └── Eadhild
        │
        │   = Edgiva
        │   │
        │   ├── 
Edmondo I d'Inghilterra
 (921-946)
        │   │   = 
Santa Elgiva

        │   │   │
        │   │   ├── 
Edwing d'Inghilterra
 (941-959)
        │   │   │   = Elgiva
        │   │   │
        │   │   └── 
Edgardo d'Inghilterra
 (943-975)
        │   │       = 
Elfrida

        │   │       │
        │   │       ├── 
Edoardo il Martire
 (962-978)
        │   │       │
        │   │       └── 
Etelredo II d'Inghilterra

        │   │           = Elgifu
        │   │           │
        │   │           ├── Atelstano (986–1013)
        │   │           │
        │   │           ├── Egberto (987–1005)
        │   │           │
        │   │           ├── 
Edmondo II
 (988–1016)
        │   │           │   = Ealdgyth
        │   │           │   │
        │   │           │   ├── Edmondo (1016-?)
        │   │           │   │
        │   │           │   └── 
Edoardo l'esiliato
 (1016-1057)
        │   │           │       = Agata di Kiev
        │   │           │       │
        │   │           │       ├── 
Margherita
 (1045-1093)
        │   │           │       │
        │   │           │       ├── Cristina (1047-1102)
        │   │           │       │
        │   │           │       └── 
Edgardo Atheling
 (1051-1126)
        │   │           │
        │   │           ├── Eadred (990–1015)
        │   │           │
        │   │           ├── 
Eadwig
 (991–1017)
        │   │           │
        │   │           ├── Eadgar (994 –1012)
        │   │           │
        │   │           ├── Edith (995–?)
        │   │           │   = 
Eadric Streona

        │   │           │
        │   │           ├── Elfgifu (997–?)
        │   │           │   = 
Uchtred l'Ardito

        │   │           │   = Alfgar III di Mercia (1002–1059)
        │   │           │
        │   │           ├── Wulfhilda (998–?)
        │   │           │   = Ulfcytel Snylling
        │   │           │
        │   │           └── figlia (1001–1051)
        │   │
        │   │           = 
Emma di Normandia
 
        │   │           │
        │   │           ├── 
Godgifu
 (1004–1049)
        │   │           │   = Drogo, conte di Nantes e Vexin
        │   │           │   = Lamberto II di Boulogne
        │   │           │
        │   │           ├── 
Edoardo il Confessore
 (1005–1066)
        │   │           │   = 
Edith del Wessex

        │   │           │
        │   │           └── 
Alfred Aetheling
 (1006-1037)
        │
        │   = Ethelfleda di Damerham
        │   │
        │   ├── 
Edredo d'Inghilterra
 (923-955)
        │   │
        │   └── 
S. Edburga
 (?-960)
        │
        ├── Ethelgifu
        │
        ├── 
Elfrida
 (?-929)
        │   = 
Baldovino II di Fiandra

        │
        └── Ethelweard (?-920)
```

```
    = 
Giuditta di Francia
```